# Antoon Sallaert
Antoon Sallaert nebo Anthonis Sallaert (1594–1650) byl vlámský barokní malíř, kreslíř a grafik, který působil v Bruselu. Sallaert vytvořil mnoho obrazů s náboženskou tematikou pro bruselský dvůr arcivévody Albrechta VII. Habsburského a jeho ženy Isabely Kláry Evženie Španělské a také pro místní kostely. Sallaert byl inovativní umělec a je ceněn jako vynálezce monotypové techniky. (Spolu s dalším malířem Giovannim Benedettem Castiglionem.) Byl důležitým návrhářem tapisérií pro místní tkalcovské dílny.

## Životopis
Antoon Sallaert byl od roku 1606 žákem bruselského malíře Michela de Bordeaux. V roce 1613 byl zapsán jako mistr v bruselském Cechu Svatého Lukáše. Některé zdroje uvádějí, že Sallaert byl žákem Petera Paula Rubense nebo v jeho dílně pracoval. Nezdá se, že by pro to existovaly důkazy, ačkoli některá jeho díla jsou Rubensovi stylově blízká.
V letech 1620 až 1630 Sallaert dostával zakázky od arcivévody Albrechta Habsburského a jeho ženy Isabely, nikdy ovšem nebyl uváděn jako oficiální dvorní malíř. Sallaert byl v letech 1633 a 1648 jáhnem bruselského cechu Svatého Lukáše. Dostával nepravidelné zakázky od místních šlechticů a maloval obrazy pro místní jezuitskou církev. Velkou zakázku dostal od chrámu Onze-Lieve-Vrouwekerk v Antverpách. Měl namalovat sérii 11 kompozic o historii církve. Poslední zaznamenaná platba, kterou obdržel se datuje rokem 1649.
V roce 1650 byl pohřben v římskokatolickém kostele Church of Our Lady of the Chapel, na náměstí Place de la Chapelle v Bruselu v Belgii.

## Dílo
Sallaert byl všestranný umělec, který pracoval v různých žánrech a médiích. Maloval náboženské i mytologické obrazy a byl také portrétním malířem. Pravidelně přispíval svými návrhy do místních publikací a namaloval mnoho děl technikou monotyp. Dělal také návrhy pro místní tkalcovské dílny. Sallaert byl ve své době známý jako dokonalý návrhář a je možné, že jeho obrazy a kresby byly přičítány jiným umělcům, jako je Rubens nebo Jacob Jordaens.
Používal monogram z propletených znaků "ASall f" a "AS".

### Obrazy
Sallaertův malířský styl se vyznačuje nervózními tahy štětcem, živými obrysy a výrazným zkreslením kompozic a postav. Často používal zkrácení jako dramatický efekt. Jeho rané obrazy z roku 1635 mají díky světelným efektům silnou monumentalitu a plasticitu, obvykle ukazují více postav. Tato raná díla byla vytvořena ve stylu Rubensových děl kolem let 1610–1620. Je také možné, že mohl napodobovat i styl malíře Gaspara de Crayer, který v té době v Bruselu žil. Sallaert vytvářel ambiciózní figurální kompozice a portréty Rubensovým stylem. Jeho pozdější práce byly dramatičtější, styl má téměř kaligrafickou až strojenou úpravu. Sallaert byl především velmi úspěšným návrhářem, zejména v technice inkoustu na papíře. Stejně jako Rubens byl mistrem obrazů malovaných olejem. I přes určitou závislost na Rubensovi mají jeho olejové skici velmi osobní styl. Použití červenohnědého tónu na pozadí bylo pro jeho oleje charakteristické.
Sallaert namaloval několik portrétů, které byly srovnávány s portréty Antonyho van Dycka.

### Tisky
Zejména svými tisky a tiskovými návrhy dokázal Sallaert být jedním z nejoriginálnějších umělců na vlámské umělecké scéně během Rubensovy éry. Udělal jen několik leptů. Sallaertovi je připisováno asi 12 dřevořezů, z nichž některé jsou ilustracemi knih. Vytvořil asi 11 prací technikou monotyp. Jeho tisky, zejména dřevoryty a monotypy, mají jasný experimentální charakter. Protože Sallaertovy lepty a dřevoryty jsou velmi vzácné, bylo vytvořeno pravděpodobně spíše malé množství. Příkladem jeho dřevorytů je obraz Evangelista Matouš píše evangelium (The evangelist Matthew writing the Gospel), které ukazuje jeho svižnou, ale silnou linku. Kontrastem mezi jasnými, neošetřenými povrchy a hustými skvrnami černé Sallaert vytváří dramatické světelné efekty. V tomto dřevořezu postačí několik linií a tmavých barevných skvrn aby Sallaert dodal obličejům, tělům a oděvům silný charakter. Práce má nekonvenční, dokonce moderní pohled. Sallaertův formální jazyk někdy hraničí s karikaturou a jeho použití vzácného tónovaného papíru zdůrazňuje experimentální charakter jeho dřevorytů.
Stále není jisté, kdo byl původcem monotypového procesu. Italský umělec Giovanni Benedetto Castiglione (1609–64) je často považován za prvního umělce produkujícího monotypy. Maloval kartáčované skici určené jako hotová a konečná umělecká díla. Začal malovat technikou monotyp v polovině 40. let 20. století, obvykle pracoval v černé a bílé. Dochovalo se přes dvacet monotypů, z nichž více než polovina zobrazuje noční scénu. Předpokládá se, že Sallaert vytvořil své první monotypy v počátkem let 1640 a je proto považován za vynálezce tohoto procesu tisku. Oba umělci používali novou techniku různými způsoby. Castiglione vytvořil většinu svých černobílých monotypů stíráním inkoustu z předpřipravené desky a vytvořil tak bílé a šedé čáry. Sallaert naproti tomu s pečlivou precizností nanášel barvu na zbroušený povrch. Je pravděpodobné, že Sallaertův monotypní styl byl ovlivněn technikou chiaroscuro nizozemského rytce Hendrika Goltziuse. Sallaert našel v monotypu techniku, která byla nejblíže kresbě a skice. Jeho monotypy a kresby se vyznačují zesílenými liniemi se zužujícími se konci. K monotypům často ručně domalovával bílé zvýraznění. V jeho kresbách a monotypech existuje jasná ekonomika linie ve srovnání s jeho dřevoryty a lepty. V monotypové technice jasně ocenil svobodu navrhování na desce před tiskem na papír.
Sallaert hrál důležitou roli jako návrhář designu a tvůrce tisků pro vydavatele v Antverpách a Bruselu. Jeho tiskové návrhy převyšovaly počet výtisků, které vytvořil pro sebe. Antverpští rytci Cornelis Galle starší a Christoffel Jegher vytvářeli rytiny pro ilustrace a frontispisy z dřevořezeb navržených Sallaertem. Svědčí to o těsných vazbách Sallaerta s uměleckými kruhy v Antverpách. Příklady publikací, na nichž pracoval je „Perpetua Crux sive Passio Jesu Christi“, napsaný jezuitou Jodocusem Andriesem. Kniha byla poprvé vydána v roce 1649 v Antverpách Cornelisem Woonsem a často znovu vydávána mezi lety 1649 a 1721. Na 40 ilustrací byly vyřezány Christoffelem Jegherem podle návrhů Sallaerta.

### Návrhy tapisérií
Antoon Sallaert byl prominentní návrhář tapisérií. Některé z řady tapisérií, na nichž pracoval, byly The sufferings of Cupid (Utrpení Cupida), The life of Man (Život člověka) a Sapientia or the Powers that rule the World (Sapientie nebo Síly vládnoucí světu), které měly moralizující záměr. Kresby pro tapiserie s motivem Cupida série bývají datována přibližně mezi roky 1628 a 1639. Série sedmi tapisérií Život člověka byla odrazem věku člověka a inspirovala se prací Emblemata Horatiana malíře Otto van Veena z roku 1607. Španělský král Filip II. Získal v roce 1636 řadu tapisérií Life of Man a Life of Theseus (Život Thesea) podle návrhů Sallaerta.
V roce 1646 byla Sallaertovi přiznána daňová úleva bruselskou městskou vládou jako uznání jeho příspěvku do gobelínového průmyslu. Sallaert ve své žádosti o daňovou úlevu zdůraznil skutečnost, že díky zavedení nového stylu do bruselského designu tapisérií bylo pro místní dílny zbytečné najímat jiné umělce. To jasně ukázalo protekcionistický reflex zapojení Jordaense do bruselského průmyslu tapisérií. V roce 1645, jen pár měsíců předtím, než Sallaert podal svou žádost o daňovou úlevu, umístil bruselský výrobce tapisérií Boudewijn van Beveren v kostele sv. Kateřiny kresby na téma jordánských přísloví Proverbs. Sallaertovo ego tím pravděpodobně utrpělo. Jeho návrhy gobelínů byly mnohdy inspirovány kresbami ze 16. století. Stejně jako jiní tehdejší návrháři tapisérií vyvinul Sallaert směs tradičních stylů 16. a 17. století, v kterém se mísila jednorozměrná monumentalita a trojrozměrná hloubka.

## Galerie

Antoon Sallaert
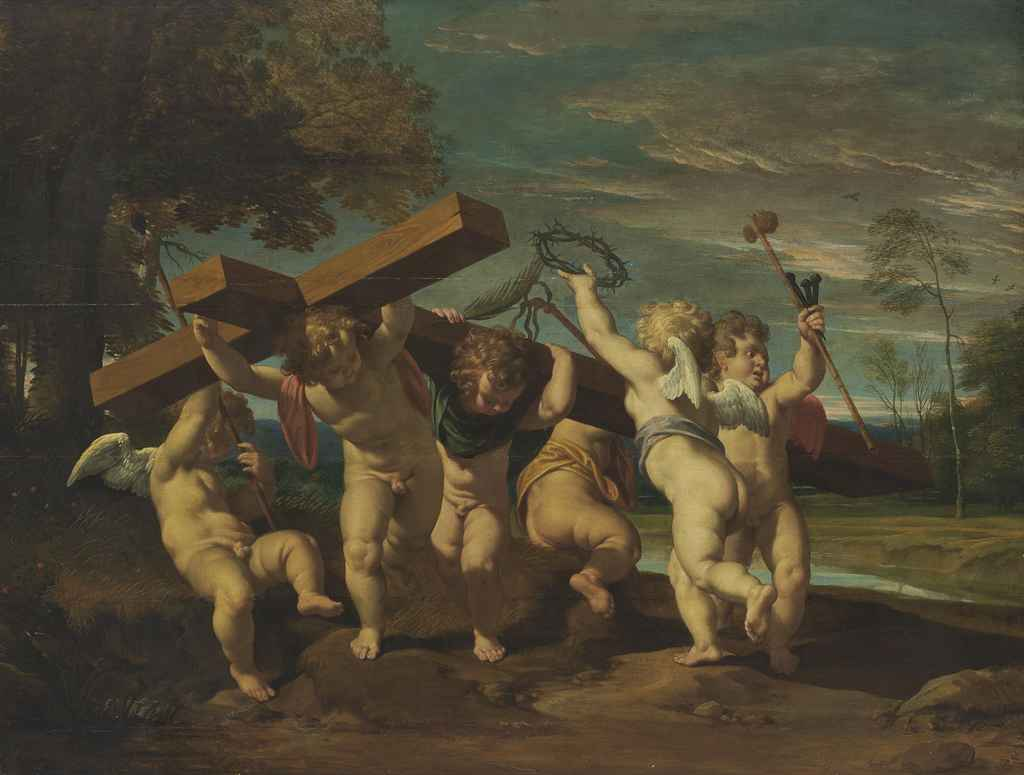
Putti jako symbol pašijí, olej na dřevě, Výška: 65,4 cm; Šířka: 85,1 cm
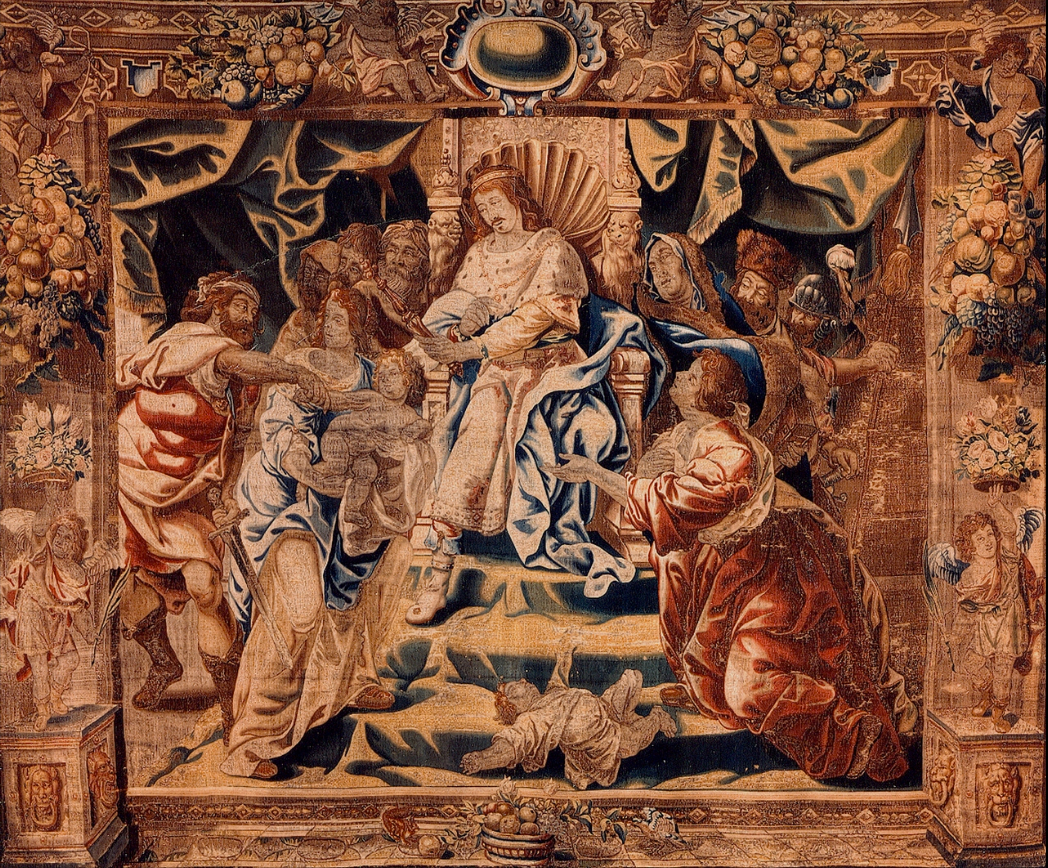
Šalamounův soud, olej na dřevě, 365 cm; Šířka: 450 cm Výška: 25,5 cm; Šířka: 34,2 cm
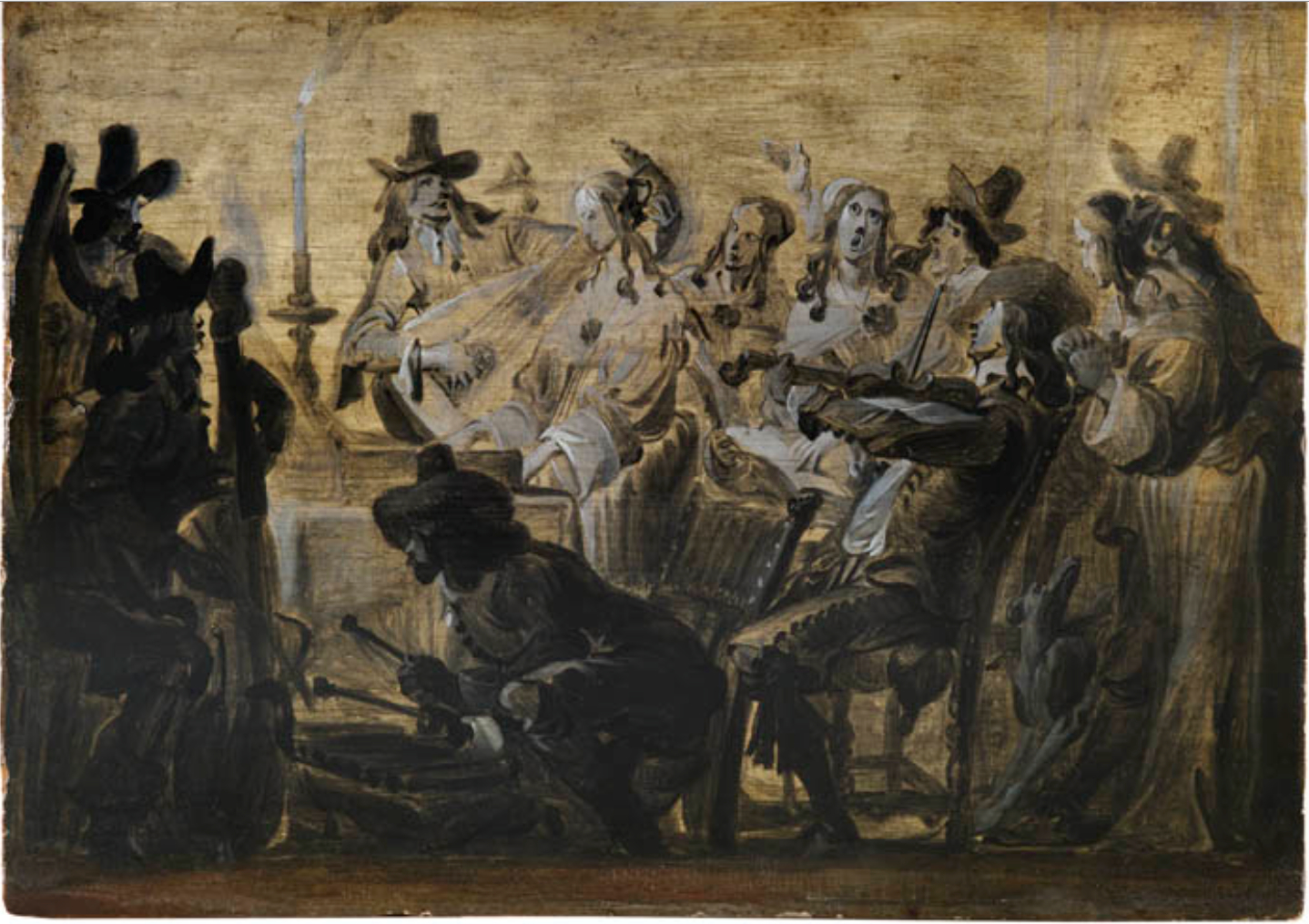
Veselí hudebníci, Tapiserie, Výška: 25,5 cm; Šířka: 34,2 cm
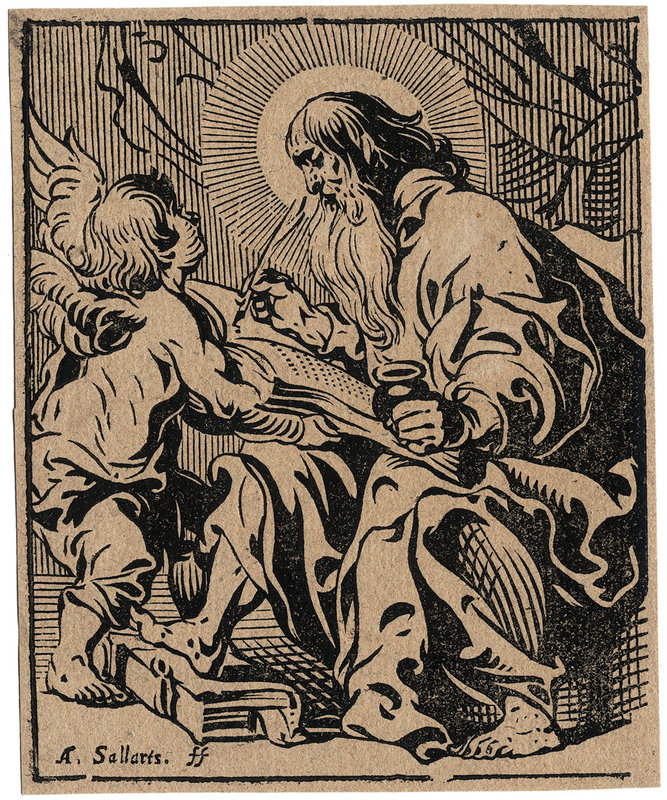
Evangelista Matouš, dřevořez na papíře, Výška: 13,7 cm; Šířka: 11,1 cm
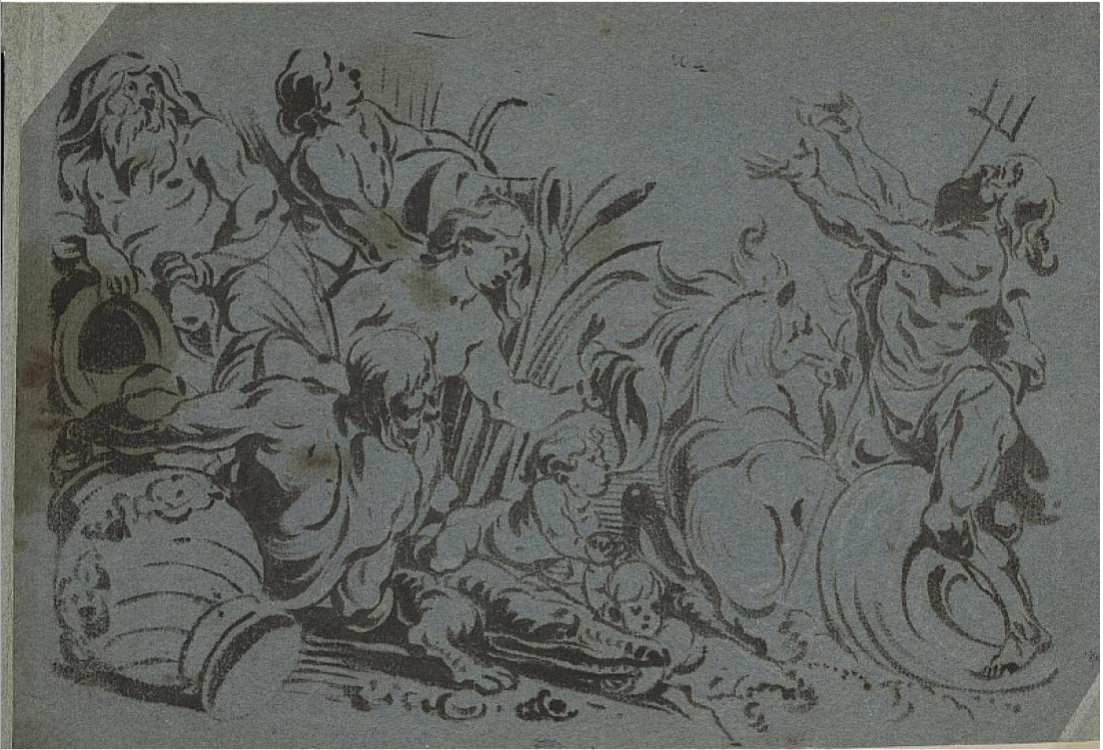
Mytologická scéna, Neptun s říčními bohy, monotyp, bílá křída, technika tisku chine-collé na modrém papíře, Výška: 16,2 cm; Šířka: 25,7 cm